# Passeig Marítim (la Corunya)
El Passeig Marítim de la Corunya (en gallec: Paseo Marítimo) és el passeig marítim més llarg d'Europa, amb aproximadament 15,05 km continus a la vora de l'oceà Atlàntic i la ria de la Corunya.
Passa per alguns dels punts més importants de la ciutat i en els seus diferents trams es pot recórrer a peu, en automòbil, bicicleta i tramvia.

## Punts d'interès
Començant per la zona occidental, es poden destacar els següents elements: 
- L'EDAR de Bens, on es depuren les aigües residuals de la comarca de la Corunya.
- El Monte de San Pedro, on hi ha una important bateria d'artilleria desactivada i un ascensor panoràmic.
- L'obelisc Millenium, instal·lat per donar la benvinguda al segle xxi.
- El  Riazor i l'Estadi Municipal de Riazor, obres originals de l'arquitecte Rey Pedreira.
- L'hotel Riazor, que destaca per la seva torre, visible des de molts punts de la ciutat.
- A Coraza, últim vestigi de la muralla de la Corunya, on es troba l'escultura als herois de l'Orzán.
- L'IES Eusebio da Guarda, construït al segle xix.
- La Domus o Casa de l'Home, el primer museu interactiu del món dedicat exclusivament a l'ésser humà. L'edifici és del l'arquitecte Arata Isozaki.
- L'Aquarium Finisterrae, que forma part de la xarxa de Museus Científics Corunyesos.
- La Torre d'Hèrcules, principal símbol de la ciutat, Patrimoni de la Humanitat i també el far en funcionament més antic del món. La seva façana actual és del segle xviii.
- El Cementiri de San Amaro, principal cementiri gallec, on es troben les restes de gallecs il·lustres, com Eduardo Pondal o Manuel Murguía.
- A Maestranza, parc on es troba el rectorat de la Universitat de la Corunya, en un edifici dedicat antigament a l'artilleria.
- L'hospital Abente y Lago, antic hospital militar, i l'edifici de la Fundació Luis Seoane, situats sobre una muralla que servia de defensa costanera.
- El Castell de Santo Antón, que forma part de l'antiga defensa marítima de la ciutat.
- L'Hotel Finisterre i el centre esportiu La Solana.

## Galería de imaxes

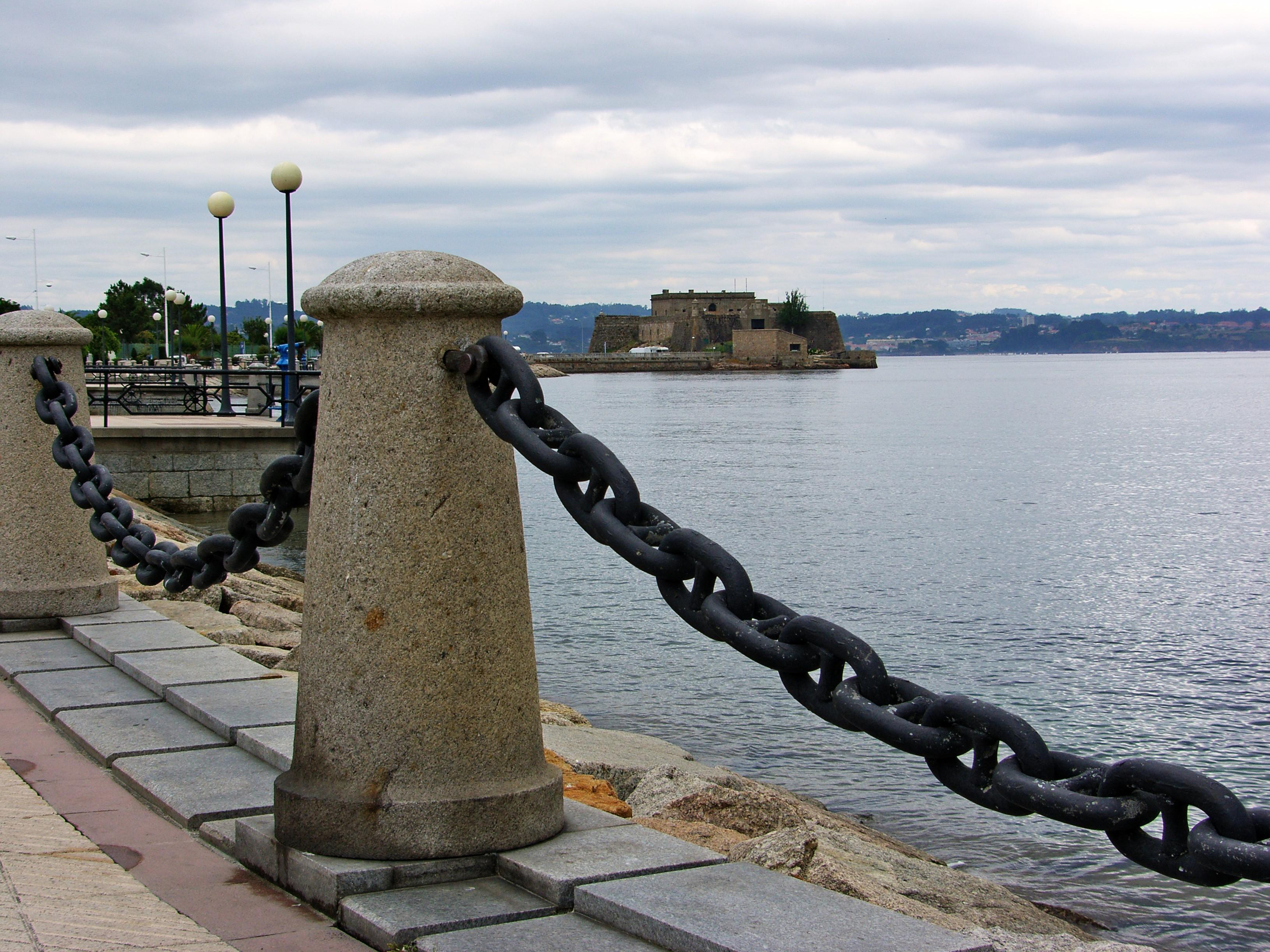
El Castell de Santo Antón des del passeig.
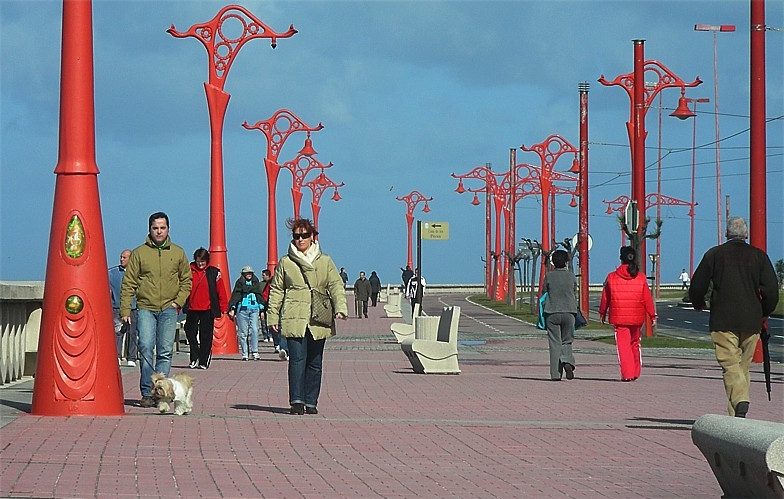
Fanals del passeig.
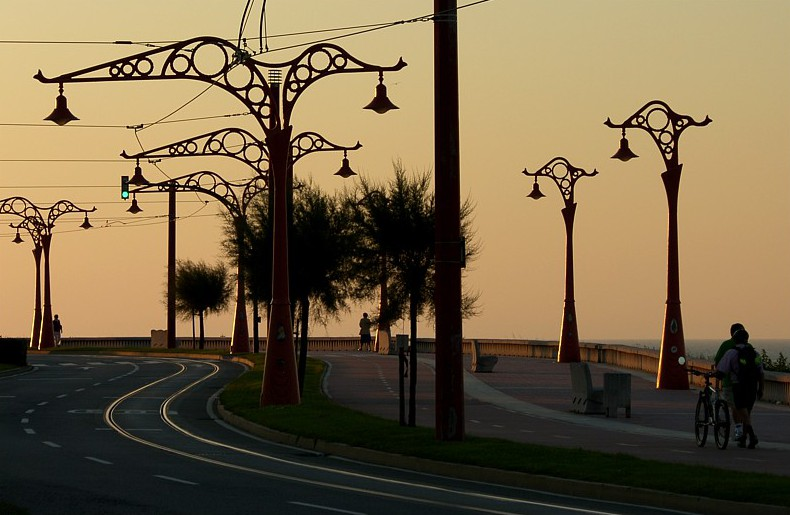
Passeig marítim.
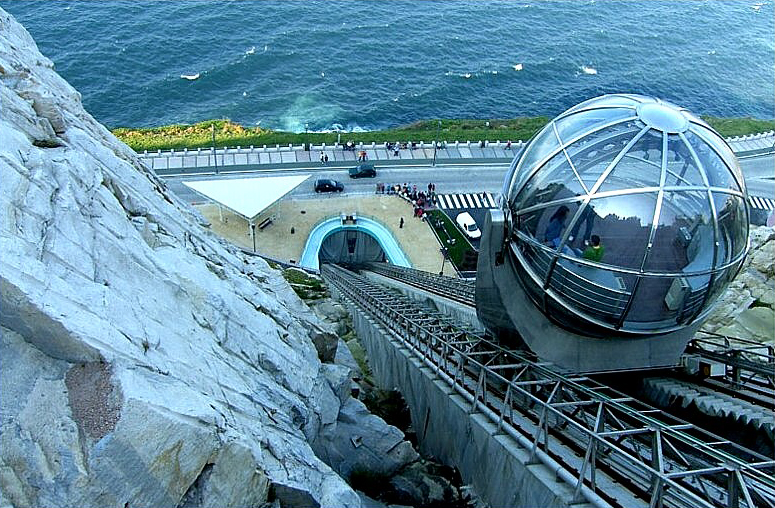
Ascensor panoràmic del Monte de San Pedro.

## Véxase tamén

### Ligazóns externas
- Informació turística (castellà)